# Бер, Маттиас
Маттиас Бер (нем. Matthias Behr; род. 1 апреля 1955, Таубербишофсхайм, Баден-Вюртемберг) — известный немецкий фехтовальщик на рапирах, олимпийский чемпион и многократный чемпион мира.
Наибольшую известность он получил в 1982 году. 20 июля 1982 года на чемпионате мира по фехтованию в Риме во время поединка с Владимиром Смирновым из СССР у Бера сломалась рапира, обломок которой пробил маску Смирнова и через левый глаз нанёс травму мозга. Через несколько дней Владимир Смирнов скончался в больнице. Этот случай повлёк за собой изменение экипировки спортсменов в целях повышения безопасности. Также изменились и требования к прогибу клинка или нагрузки на кончик рапиры или шпаги. В Италии было возбуждено уголовное дело, но Маттиас не попал под него.
В одном из поздних (в XXI веке) интервью он отметил, что живёт с тяжелым чувством вины в непредумышленном убийстве, которое не по доброй воле совершил. Маттиас Бер открыл фонд помощи семье Смирнова. Но деньги до них так и не дошли. Маттиас же три года не выступал, боровшись с депрессией и суицидальными мыслями:

:

— Я стоял на мосту, — написал в мемуарах Бер. — Это был прекрасный весенний день, но я не замечал красот вокруг. Я больше не мог страдать от этих чувств. Но в какой-то момент я подумал: «А что если я упаду на чью-то машину и пострадают другие люди?» Эта мысль заставила меня уйти с моста. Возможно, тогда мне помог сам Бог.
Помогла только жена Смирнова — через 35 лет после происшествия, в 2017 году, Эмма убедила немца, что он не виноват. Они вместе сходили на могилу Владимира, принесли цветы и долго говорили о нём.